# Apomys littoralis
Apomys littoralis és una espècie de mamífer rosegador de la família dels múrids. Són rosegadors de petites dimensions, amb una llargada de cap a gropa de 100 mm i una cua de 122 mm. Es troba exclusivament a l'illa de Mindanao, a les Filipines. Aquesta espècie està descrita a partir d'un exemplar trobat a la plana costanera de la província de Maguindanao. La Llista Vermella de la UICN classifica A. littoralis com a espècie amb dades insuficients (DD) a causa de la incertesa en el seu estatus taxonòmic i la falta d'informació recent.